# النجدة!... إنها مجموعة هير بير!
النجدة!... إنها مجموعة هير بير! هو مسلسل رسوم متحركة أمريكي يعرض صباح يوم السبت، من تأليف جو روبي وكين سبيرز وإنتاج هانا باربيرا، والذي عرض لموسم واحد على قناة سي بي إس من 11 سبتمبر 1971 إلى 8 يناير 1972. يؤدي داوس بتلر وبول وينشيل وويليام كالواي أصوات الدببة الثلاثة التي تشكل مجموعة الدببة الشعرية، بينما يؤدي جون ستيفنسون وجو إي روس أصوات السيد يوستاس بي بيفلي وليونيل جيه بوتش، على التوالي، وهما الشخصان اللذان يقومان بدورية في حديقة الحيوانات التي تعيش فيها الدببة. كان منتج المسلسل هو تشارلز أ. نيكولز، مع إخراج ويليام هانا وجوزيف باربيرا، وعمل هويت كيرتن كملحن.
إنشئت سلسلة من الكتب المصورة مكونة من 13 إصدارًا بواسطة Gold Key Comics وبدأ توزيعها في نوفمبر 1971. قام العديد من نقاد التلفزيون بمقارنة مقدمة العرض بإنتاجات هانا باربيرا الأخرى، مثل Wally Gator و توب كات و ذا يوغي بير شو. أثناء عرضه، بث المسلسل على شبكات تلفزيونية متعددة في الولايات المتحدة، بما في ذلك بومرنغ وكرتون نتورك ويو إس إيه نيتورك. في المجموع، النجدة!... إنها مجموعة هير بير! احتوى على ستة عشر حلقة مدة كل منها 30 دقيقة. إصدر أيضًا رقميًا على متجر Google Play ومتجر iTunes وماديًا على DVD كجزء من مجموعة Warner Bros. Archive Collection على مجموعة مكونة من أربعة أقراص.

## قصة المسلسل
تدور أحداث المسلسل حول مجموعة هير بير، وهي مجموعة من ثلاثة أبناء عمومة من الدببة يعيشون في حديقة حيوان Wonderland التي يديرها مدير حديقة الحيوان السيد بيفلي وحارس حديقة الحيوان ليونيل بوتش. كما أنهم بمثابة "الأبطال المجانين" في العرض. كان الدببة الثلاثة يهربون أحيانًا من قفصهم الفاخر لركوب "دراجاتهم النارية غير المرئية"؛ ومع ذلك، كانوا دائمًا يعودون إلى القفص قبل أن يتمكن السيد بييفلي أو ليونيل بوتش من الإمساك بهم. حتى بييفلي وبوتش يتلقيان زيارة من رئيسهما مشرف حديقة الحيوان. كان لدى الدببة عدة دوافع لمقالب وخداع السيد بيفلي والسيد بوتش، بما في ذلك محاولة "تحسين ظروف معيشتهم" والرغبة في "الشروع في مخططات الثراء السريع". كما ارتدت الدببة الملابس أيضًا؛ فوفقًا للمؤلف كريستوفر ب. ليمان، قامت شركة هانا باربيرا "بإلباس الدببة ملابس مضادة للثقافة" من أجل مواكبة الموضة "السائدة" في الولايات المتحدة. في بعض الأحيان، يقوم الدببة (عادةً هير) بتفعيل مفتاح مخفي للكشف عن كهف به محيط أكثر فخامة (مجهز بأثاث حديث) بدلاً من أماكن الإقامة الأكثر بؤسًا التي كانوا يعيشون فيها عادةً.

## الشخصيات
يتضمن المسلسل الشخصيات الخمس الرئيسية التالية طوال فترة عرضه:
- داوس بتلر في دور هير بير، زعيم عصابة هير بير الذي يرتدي ملابس أفريقية.[4] أثناء تطوير صوت هير بير، "قرب باتلر صوته" من صوت فيل سيلفرز في دور الرقيب بيلكو في برنامج فيل سيلفرز على قناة سي بي إس (1955-1959).[7]
- بول وينشيل في دور بوبي بير ، "المتواطئ الأكثر عقلانية" مع هير بير، على الرغم من أنه يتحدث أحيانًا بلغة غير مفهومة.[4]
- بيل كالواي في دور الدب المربع، الأكثر غباءً و"بلاهة" بين الدببة الثلاثة، على الرغم من أنه هو الذي يستحضر عادةً "الدراجات النارية غير المرئية" التي يستخدمونها للهروب.[4] وقد وصفت شخصيته أيضًا بأنها "غبية" و"هادئة".[3][5]
- جون ستيفنسون في دور السيد يوستاس ب. بيفلي، مدير حديقة الحيوانات العصبي والمحبط والمتسلط في حديقة حيوان وندرلاند والذي يحاول الدببة الثلاثة باستمرار التغلب عليه - وفي كثير من الأحيان بنجاح.[3]
- جو إي روس في دور ليونيل جيه بوتش، حارس حديقة الحيوانات الذي يعمل بمثابة "المساعد الأحمق" للسيد بييفلي.[8] إنه يكمل العمل بشكل مستمر للسيد بييفلي، على الرغم من أنه يضع ليونيل "في مواقف خطيرة لأسباب أنانية". كما يتعرض أيضًا لتوبيخ مستمر من قبل بييفلي كلما سأله عن ترقيته إلى لقب غير محدد.[9]

## الإنتاج والترويج
إنتج المسلسل تنفيذيًا وإخراجه بواسطة ويليام هانا وجوزيف باربيرا من شركة هانا-باربيرا للإنتاج، وكان تشارلز أ. نيكولز هو المنتج الرئيسي للمسلسل. بالإضافة إلى ذلك، ساهم روبرت "بوب" جيفنز كفنان تخطيط للقصص المصورة. ألف الأغنية الرسمية للمسلسل بواسطة هويت كيرتن، الذي عمل أيضًا ملحنًا للموسيقى الخاصة بالمسلسل. بخلاف الممثلين الرئيسيين، قام مؤديو الأصوات المتكررون لشركة هانا باربيرا جانيت والدو، وجوان جيربر، وليني وينريب، وفيك بيرين، وهال سميث بلعب العديد من الشخصيات الثانوية في العرض. كتبت مجموعة من خمسة كتاب النجدة!... إنها مجموعة هير بير! ، بما في ذلك جويل كين، وهيوود كلينج، وهوارد مورغنسترن، وجو روبي، وكين سبيرز. على الرغم من أن ستيفنسون لعب في النهاية دور السيد يوستاس ب. بيفلي، كان باربيرا ينوي أن يلعب جو فلين الدور حيث كانت الشخصية مبنية على شخصية الكابتن بينجهامتون التي جسدها فلين من البحرية التي أسسها ماكهيل؛ ومع ذلك، عندما جاء فلين للاختبار من أجل الدور، لم يكن باربيرا معجبًا وألقى ستيفنسون للدور بدلاً منه. ادعى باربيرا أن "جو فلين لم يكن يشبه جو فلين بدرجة كافية".
قامت شركة Gold Key Comics بإقتباس العديد من إنتاجات Hanna-Barbera و"Saturday morning" (مثل The Funky Phantom و The Harlem Globetrotters و Lidsville ) إلى كتب مصورة. اقتباس النجدة!... إنها مجموعة هير بير! كان عنوانه The Hair Bear Bunch وبدأ توزيعه في عام 1972. إصدر 13 إصدارًا مختلفًا للسلسلة بشكل عام.
النجدة!... إنها مجموعة الدب الشعري! يحتوي على مقطع ضحك من إنتاج شركة هانا باربيرا.

## الأستقبال

### تاريخ البث
النجدة! ... إنها مجموعة هير بير! بث على قناة CBS في الفترة ما بين 11 سبتمبر 1971 و8 يناير 1972. إلغي المسلسل بعد اكتمال بث الموسم الأول، والذي يتكون من ستة عشر حلقة؛ ووفقًا لليمان، لم ينجح المسلسل لأنه لم يجذب الجمهور الأصغر سنًا، مشيرًا إلى تشابهه مع برنامج The Phil Silvers Show كسبب إضافي. كان يبث البرنامج في صباح يوم الأحد في الساعة 9:30 صباحًا في يوم 9 سبتمبر 1973 ثم نقل إلى يوم السبت في الساعة 8 صباحًا في يوم 2 فبراير 1974 بعد أن جددت شبكة CBS تشكيلة برامجها في يوم السبت.
وفي إطار التوزيع المشترك، تمت إعادة عرض المسلسل على العديد من شبكات التلفزيون بعد إلغائه. قامت شبكة USA Network ببث المسلسل بدءًا من 19 فبراير 1989 وحتى 7 نوفمبر 1991. بدأت قناة Cartoon Network الأمريكية ببث البرنامج في عام 1994 وقامت قناة Boomerang الشقيقة لها بذلك في عدة مناسبات في أوائل وأواخر العقد الأول من القرن الحادي والعشرين. إصدر المسلسل على شريط VHS لأول مرة في سبتمبر 1988 ويتضمن ثلاث حلقات من المسلسل. وبعد سنوات، كجزء من مجموعة أرشيف شركة Warner Bros. Television Distribution، إصدرت سلسلة النجدة! ... إنها مجموعة الدب الشعري إصدرت المسلسل على أقراص DVD كمجموعة مكونة من أربعة أقراص. كما إصدر رقميًا على مكتبات متجر Google Play ومتجر iTunes بالكامل.

### الاستجابة النقدية
النجدة! ... إنها مجموعة الدب الشعري! قارن بالعديد من إنتاجات هانا باربيرا الأخرى. قارن ديفيد منصور، مؤلف كتاب من آبا إلى زوم: موسوعة الثقافة الشعبية في أواخر القرن العشرين ، بين مقدمة العرض وقصة Top Cat من إنتاج هانا باربيرا وكتب، "ولكن بدلاً من عصابة من القطط العصرية المقيمة في زقاق، فقد قام ببطولتها مجموعة من الدببة الرائعة التي تعيش في حديقة الحيوانات." كما قارن كريستوفر ب. ليمان، الذي كتب الرسوم المتحركة الأمريكية لعصر فيتنام، العرض بمسلسل تلفزيوني سابق، ولكن بدلاً من ذلك ببرنامج The Phil Silvers Show. اعتبر المؤلف ديفيد بيرلموتر العرض بمثابة نسخة معدلة من Yogi Bear، وهو ما اعتبره مناسبًا لأن "شباب أواخر الستينيات وأوائل السبعينيات" كان لديهم "عقلية 'هيبي'". كما لاحظ أنه نظرًا لأن المسلسل "تضمن بعضًا من أسلوب 'المراوغة والمتطور' لصيغة المحتالين الحيوانيين الأوائل، فقد حافظ المسلسل على ارتباط واضح بالوقت والمكان الذي إنتج فيه".
بالإضافة إلى "انتظر حتى يعود والدك إلى المنزل" (1972-1974) و "هونغ كونغ فوي" (1974)، كتبت نيكولا دوبسون في كتابها "الألف إلى الياء في الرسوم المتحركة والرسوم المتحركة التي النجدة!" ... إنها مجموعة الدب الشعري! كان أحد عروض هانا باربيرا الأكثر نجاحًا. ومع ذلك، في موسوعة الملذات المذنبة: 1001 شيء تكره أن تحبه، وصف ثلاثة مؤلفين مختلفين السلسلة بأنها واحدة من "جهود هانا باربيرا الأقل شهرة" ولكنهم في النهاية أطلقوا عليها اسم "المتعة المذنبة" واستمتعوا بأنها تحتوي على موسيقاها الخاصة. في نظرة استرجاعية للرسوم المتحركة القديمة، أدرج طاقم العمل في MeTV العرض في قائمتهم "15 رسمًا كاريكاتوريًا منسيًا من أوائل السبعينيات كنت تحبه". صنفت ديدري شيبرد من Common Sense Media العرض بثلاثة من أصل خمسة نجوم وأشارت إلى أنه "لا يحتوي على محتوى تعليمي"؛ ومع ذلك، قالت أيضًا أنه "بخلاف أدنى قدر من العنف الخفيف، وميل الشخصيات إلى السخرية من بعضها البعض، فإن المسلسل ممتع وغير مسيء".

## مظاهر أخرى
- ظهرت مجموعة Hair Bear Bunch كضيف في حفل تكريم المشاهير فريد فلينتستون في البرنامج التلفزيوني الخاص Hanna-Barbera's All-Star Comedy Ice Revue (1977).
- تظهر مجموعة الدببة ذات الشعر في جيليستون![27]

### الاستشهادات
1. ↑   http://live.dbpedia.org/resource/Help!..._It's_the_Hair_Bear_Bunch!. اطلع عليه بتاريخ 2020-04-19. {{استشهاد ويب}}: |url= بحاجة لعنوان (مساعدة) والوسيط |title= غير موجود أو فارغ (من ويكي بيانات) (مساعدة)
2. ↑   http://dbpedia.org/resource/Help!..._It's_the_Hair_Bear_Bunch!. اطلع عليه بتاريخ 2020-04-19. {{استشهاد ويب}}: |url= بحاجة لعنوان (مساعدة) والوسيط |title= غير موجود أو فارغ (من ويكي بيانات) (مساعدة)
3. 1 2 3 4 5  Mansour 2011، صفحة 210
4. 1 2 3 4 5  Perlmutter 2014، صفحة 157
5. 1 2 3  Tait 2011، صفحة 146
6. ↑  Terrace 2011، صفحة 450
7. 1 2 3 4  Lehman 2006، صفحة 142
8. ↑  Sennett & Barbera 1989، صفحة 178
9. 1 2  Sheppard، Deirdre (21 أغسطس 2006). "Help! It's the Hair Bear Bunch!". كومن سينس ميديا. اطلع عليه بتاريخ 2017-05-29.
10. ↑  Terrace 1981، صفحة 88
11. ↑  Lenburg 2006، صفحة 104
12. ↑  Tiegel، Eliot (31 يوليو 1971). "From the Music Capitals of the World: Los Angeles". Billboard. Nielsen Business Media, Inc. ج. 83 رقم  31. ص. 24. ISSN:0006-2510. اطلع عليه بتاريخ 2017-05-26.
13. ↑  Lisanti 2012، صفحة 303
14. ↑  Lentz III 2007، صفحة 397
15. ↑  Writer: Kane, Joel; Kling, Heywood; Morgenstern, Howard; Ruby, Jon; Spears, Ken Director: Hanna, William; Barbera, Joseph (11 سبتمبر 1971). "Keep Your Keeper". Help!... It's the Hair Bear Bunch!. موسم 1. سي بي إس.
16. ↑  Evanier، Mark (8 أبريل 2013). "Hairy History". News from Me. اطلع عليه بتاريخ 2017-05-29.
17. ↑  Sacks, Dallas & Dykema 2014، صفحة 87
18. ↑  Overstreet 2008، صفحة 179
19. 1 2  Erickson، Hal (2005). Television Cartoon Shows: An Illustrated Encyclopedia, 1949 Through 2003 (ط. 2nd). McFarland & Co. ص. 403. ISBN:978-1476665993.
20. ↑  "Boomerang Schedule: Monday, August 11, 2003". كرتون نتورك. 11 أغسطس 2003. مؤرشف من الأصل في 2003-08-12. اطلع عليه بتاريخ 2017-05-26.
21. ↑  Bowker 1999، صفحة 97
22. ↑  "Help! It's the Hair Bear Bunch: The Complete Series (MOD)". Warner Archive Collection. مؤرشف من الأصل في 2017-10-30. اطلع عليه بتاريخ 2017-05-22.
23. ↑  "Help! It's the Hair Bear Bunch!, The Complete Series". iTunes Store (US). اطلع عليه بتاريخ 2017-05-27.
24. ↑  Dobson 2010، صفحة 98
25. ↑  Stall, Harry & Spalding 2004، صفحة 118
26. ↑  MeTV staff (17 يونيو 2016). "15 Forgotten Cartoons from the Early 1970s You Used to Love". MeTV. اطلع عليه بتاريخ 2017-05-22.
27. ↑  "The Hanna-Barbera Gang's All Here in New 'Jellystone!' Key Art". 15 يوليو 2021.